# Xiamen Lanshi
Maillots
Le Xiamen Lanshi Football Club (en chinois : 厦门蓝狮足球俱乐部), plus couramment abrégé en Xiamen Lanshi, est un ancien club chinois de football fondé en 1996 et disparu en 2008, et basé dans la ville de Xiamen, dans la province du Fujian.

## Historique
- 1998 : le club prend la place de Foshan Fosidi et est renommé Xiamen Yuanhua
- 2000 : le club est renommé Xiamen Xiaxin
- 2001 : le club est renommé Xiamen Hongshi
- 2004 : le club est renommé Xiamen Shishi
- 2004 : le club est renommé Xiamen Lanshi

## Bilan sportif

### Palmarès
| Compétitions nationales                                          |
| ---------------------------------------------------------------- |
| - Championnat de Chine D2 (3) : - Champion : 1999, 2002 et 2005. |

### Bilan saison par saison
| Saison | D1  | D2  | Points | Journée | Vic. | Nuls | Déf. | B.P. | B.C. | Diff. |
| ------ | --- | --- | ------ | ------- | ---- | ---- | ---- | ---- | ---- | ----- |
| 2008   |     | ... | ...    | ...     | ...  | ...  | ...  | ...  | ...  | ...   |
| 2007   | 15e |     | 20 pts | 28      | 4    | 8    | 16   | 22   | 46   | -24   |
| 2006   | 8e  |     | 38 pts | 28      | 9    | 11   | 8    | 28   | 27   | +1    |